# Dance Me This
Dance Me This, è il centesimo album in studio del compositore italoamericano Frank Zappa.
Il disco è formato da 11 tracce, brani scritti ed eseguiti al synclavier da Zappa tra il 1991 ed il 1993.
È stato pubblicato dal Zappa Family Trust il 19 giugno 2015.

## Tracce
1. Dance Me This - 02:02
2. Pachuco Gavotte - 03:26
3. Wolf Harbor - 08:02
4. Wolf Harbor II - 06:52
5. Wolf Harbor III - 06:09
6. Wolf Harbor IV - 03:38
7. Wolf Harbor V - 03:09
8. Goat Polo - 03:04
9. Rykoniki - 01:58
10. Piano - 07:08
11. Calculus - 02:49

## Formazione
- Frank Zappa - Synclavier, chitarra
- Anatoli Kuular - voce
- Kaigal-ool Khovalyg - voce
- Kongar-ol Ondar - voce
- Todd Yvega - algoritmi e assistenza al Synclavier
- Mats Öberg - tastiere